# Acianthera sandaliorum
Acianthera sandaliorum är en orkidéart som först beskrevs av Gustavo Adolfo Romero och Germán Carnevali, och fick sitt nu gällande namn av Carlyle August Luer. Acianthera sandaliorum ingår i släktet Acianthera och familjen orkidéer. Inga underarter finns listade i Catalogue of Life.